# Mayres (Puy-de-Dôme)
Pour les articles homonymes, voir Mayres.
Mayres est une commune française, située dans le département du Puy-de-Dôme en région Auvergne-Rhône-Alpes.

## Géographie

### Lieux-dits et écarts
La Barbate, le Besset, le Bourg, Chavagnat, les Combaux, Compain, la Couleyre, Coupat, Cubelles, Féroussac, le Garrait Haut, Malorat, le Merle, le Montel, Oussargues, les Pradaux, le Procureur, Rouayres, la Trénardie, le Vallard.

### Communes limitrophes
Ses communes limitrophes sont Arlanc, Dore-l'Église, Novacelles et Saint-Sauveur-la-Sagne dans le département du Puy-de-Dôme, La Chapelle-Geneste et Malvières dans le département de la Haute-Loire.

### Climat
Pour des articles plus généraux, voir Climat d'Auvergne-Rhône-Alpes et Climat du Puy-de-Dôme.
En 2010, le climat de la commune est de type climat des marges montargnardes, selon une étude du Centre national de la recherche scientifique s'appuyant sur une série de données couvrant la période 1971-2000. En 2020, Météo-France publie une typologie des climats de la France métropolitaine dans laquelle la commune est exposée à un climat de montagne ou de marges de montagne et est dans la région climatique  Nord-est du Massif Central, caractérisée par une pluviométrie annuelle de 800 à 1 200 mm, bien répartie dans l’année. 
Pour la période 1971-2000, la température annuelle moyenne est de 9,2 °C, avec une amplitude thermique annuelle de 16,1 °C. Le cumul annuel moyen de précipitations est de 858 mm, avec 9,6 jours de précipitations en janvier et 7,5 jours en juillet. Pour la période 1991-2020, la température moyenne annuelle observée sur la station météorologique de Météo-France la plus proche, « Félines_sapc », sur la commune de Félines à 13 km à vol d'oiseau, est de 7,5 °C et le cumul annuel moyen de précipitations est de 930,5 mm,. Pour l'avenir, les paramètres climatiques de la commune estimés pour 2050 selon différents scénarios d'émission de gaz à effet de serre sont consultables sur un site dédié publié par Météo-France en novembre 2022.

## Urbanisme

### Typologie
Au 1er janvier 2024, Mayres est catégorisée commune rurale à habitat très dispersé, selon la nouvelle grille communale de densité à sept niveaux définie par l'Insee en 2022.
Elle est située hors unité urbaine. Par ailleurs la commune fait partie de l'aire d'attraction d'Ambert, dont elle est une commune de la couronne,. Cette aire, qui regroupe 29 communes, est catégorisée dans les aires de moins de 50 000 habitants,.

### Occupation des sols
L'occupation des sols de la commune, telle qu'elle ressort de la base de données européenne d’occupation biophysique des sols Corine Land Cover (CLC), est marquée par l'importance des forêts et milieux semi-naturels (57,3 % en 2018), en diminution par rapport à 1990 (59,3 %). La répartition détaillée en 2018 est la suivante : 
forêts (54,5 %), zones agricoles hétérogènes (25,8 %), prairies (16,9 %), milieux à végétation arbustive et/ou herbacée (2,7 %). L'évolution de l’occupation des sols de la commune et de ses infrastructures peut être observée sur les différentes représentations cartographiques du territoire : la carte de Cassini (XVIIIe siècle), la carte d'état-major (1820-1866) et les cartes ou photos aériennes de l'IGN pour la période actuelle (1950 à aujourd'hui).

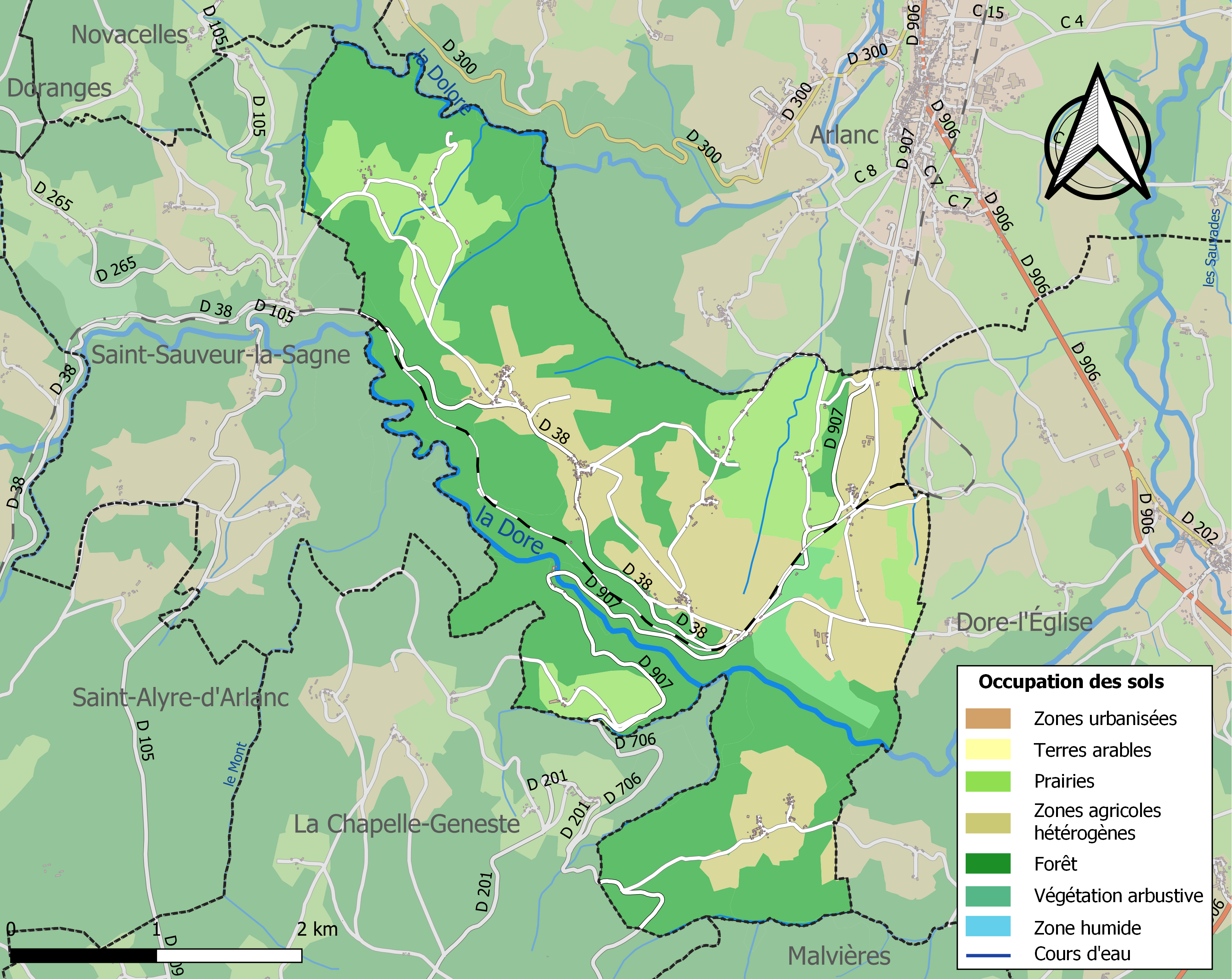
Carte des infrastructures et de l'occupation des sols de la commune en 2018 (CLC).

## Politique et administration
| Période                                  | Période                    | Identité         | Étiquette | Qualité |
| ---------------------------------------- | -------------------------- | ---------------- | --------- | ------- |
| Les données manquantes sont à compléter. |                            |                  |           |         |
| 1983                                     | 1989                       | Jean Taschet     |           |         |
| 1989                                     | 2001                       | Albert Pumain    |           |         |
| 2001                                     | mai 2020                   | Patrick Grangier |           |         |
| mai 2020                                 | En cours (au 14 juin 2020) | Stéphane Bonnet  |           |         |

## Population et société

### Démographie
L'évolution du nombre d'habitants est connue à travers les recensements de la population effectués dans la commune depuis 1793. Pour les communes de moins de 10 000 habitants, une enquête de recensement portant sur toute la population est réalisée tous les cinq ans, les populations de référence des années intermédiaires étant quant à elles estimées par interpolation ou extrapolation. Pour la commune, le premier recensement exhaustif entrant dans le cadre du nouveau dispositif a été réalisé en 2007.

En 2022, la commune comptait 197 habitants, en évolution de +1,03 % par rapport à 2016 (Puy-de-Dôme : +2,1 %, France hors Mayotte : +2,11 %).
| 1793 | 1800 | 1806 | 1821 | 1831 | 1836  | 1841 | 1846 | 1851 |
| ---- | ---- | ---- | ---- | ---- | ----- | ---- | ---- | ---- |
| 698  | 791  | 876  | 934  | 945  | 1 038 | 976  | 984  | 948  |

| 1856 | 1861 | 1866 | 1872 | 1876 | 1881 | 1886 | 1891 | 1896 |
| ---- | ---- | ---- | ---- | ---- | ---- | ---- | ---- | ---- |
| 925  | 923  | 935  | 880  | 818  | 775  | 770  | 742  | 689  |

| 1901 | 1906 | 1911 | 1921 | 1926 | 1931 | 1936 | 1946 | 1954 |
| ---- | ---- | ---- | ---- | ---- | ---- | ---- | ---- | ---- |
| 673  | 604  | 600  | 516  | 505  | 506  | 451  | 388  | 334  |

| 1962 | 1968 | 1975 | 1982 | 1990 | 1999 | 2006 | 2007 | 2012 |
| ---- | ---- | ---- | ---- | ---- | ---- | ---- | ---- | ---- |
| 268  | 246  | 202  | 192  | 166  | 178  | 178  | 178  | 179  |

| 2017 | 2022 | - | - | - | - | - | - | - |
| ---- | ---- | - | - | - | - | - | - | - |
| 200  | 197  | - | - | - | - | - | - | - |

## Économie

### Tourisme
- Halte de la ligne touristique du Livradois-Forez, exploitée par AGRIVAP Les trains de la découverte, en saison.

## Culture locale et patrimoine

### Lieux et monuments
- Église paroissiale Saint-Martin alias Notre-Dame, construite sans doute au XVe siècle. Clocher détruit lors de la Révolution française, reconstruit vers 1842. Répertoriée depuis 1988 par les Monuments historiques, sans être protégée.
- Chapelle Notre-Dame-de-la-Roche, construite en 1864 sur l'emplacement d'une chapelle du XIVe siècle détruite lors de la Révolution française. Répertoriée depuis 1988 par les Monuments historiques, sans être protégée.
- Chapelle Saint-Roch (lieu-dit Rouayres), construite en 1888 sur l'emplacement d'une chapelle plus ancienne non datée. Répertoriée depuis 1988 par les Monuments historiques, sans être protégée.
- Croix monumentales (bois et fonte), supposées érigées vers 1891. Répertoriées depuis 1988 par les Monuments historiques, sans être protégées.
- Puits rond à poulie, avec superstructure métallique, supposé construit vers 1910 (lieudit la Trénardie).

### Patrimoine naturel
- La commune de Mayres est adhérente du parc naturel régional Livradois-Forez.